# Ангарская улица (Орск)
Анга́рская у́лица — улица в Октябрьском районе города Орска Оренбургской области. Расположена в северо-западной части входящего в состав города посёлка Елшанка, в зоне застройки 1990-х годов. Названа именем реки Ангара.
В настоящее время на улице расположены более 8 одноэтажных кирпичных 29 двухэтажных кирпичных жилых домов.